# Mateo Maté
Mateo Maté (Madrid, 1964) es un artista interdisciplinar español enfocado en el arte conceptual.
Maté ha expuesto de forma individual y colectiva en museos y centros de arte. Ha ganado la Beca Fundación Marcelino Botín en 2002 y el premio Altadis de Artes Plásticas en el 2003. En 2014 Maté es reconocido con el Premio Comunidad de Madrid-Estampa, que concede el Gobierno regional, por su obra “La Cara Oculta”.

## Trayectoria
Ha realizado exposiciones individuales en el Museo Siqueiros de México DF, el Museo Nacional Centro de Arte Reina Sofía, Herlizya Museum of Contemporary Art de Israel, el Museo Patio Herreriano de Valladolid, el Círculo de Bellas Artes de Madrid, el Museo Lázaro Galdiano, el Museo Cerralbo, la Biblioteca Nacional de España, etc.
Asimismo, ha participado en exposiciones colectivas en el Jeu de PAUME en París, en el MoMA PS1 de Nueva York, la Fundación Marcelino Botín, el Museo Berardo de Lisboa, el Centro de Arte 2 de Mayo, el Museo de Arte Contemporáneo de Santiago de Chile, MART de Trento, etc.
Su obra forma parte de colecciones públicas y privadas, como la Fundación Sabadell, la Fundación Jové, Artium, Musac, Botín etc.
En 2010 expuso una instalación en Matadero Madrid titulada Viajo para conocer mi geografía que fue plagiada por una campaña publicitaria de Seat por la que fueron condenadas esta empresa y agencia Nurun.

## Exposiciones
Individuales (selección)
- 2016: Canon. Sala Alcalá 31, Madrid, España.[2]
- 2014: La cara oculta. Galería NF, Madrid,España. Uniformed landscapes. Galerie Max Weber Six Friedrich, Múnich, Alemania.
- 2013: El eterno retorno. Ministerio de Educación, Cultura y Deporte. Museo del Romanticismo, Museo Nacional de Artes Decorativas, Museo Lázaro Galdiano, Museo Cerralbo y Biblioteca Nacional de España, Madrid, España.[3] Hacer y deshacer. Galería Trinta, Santiago de Compostela, España.
- 2012: Universo personal. Museo Reina Sofía-Monasterio de Silos, Burgos,España.
- 2011: Área restringida. Museo Siqueros, México DF. Actos heroicos. La Gallera, Valencia, España.
- 2010: UCI. Unidad de Cuidados Intensivos. Círculo de Bellas Artes, Madrid, España. Viajo para conocer mi geografía. Matadero, Madrid, España.
- 2008: Reliquias de artista. Museo Patio Herreriano, Valladolid, España.[4] Thanksgiving Turkey. Espai Quatre, Casal Solleric, Palma de Mallorca, España. Thanksgiving Turkey. Galería Grita Insam, Viena, Austria. Nacionalismo doméstico. Museo Juan Barjola, Gijón, España.
- 2007: Nacionalismo doméstico. Galería Llucía Homs, Barcelona, España. Paisajes uniformados. CAB (Centro de Arte Contemporáneo Caja de Burgos), Burgos, España. Thanksgiving Turkey. Galería Trinta, Santiago de Compostela, España.
- 2005: Delirios de Grandeza. Galería Grita Insam, Viena. Austria, España. Nacionalismo Doméstico. Galería Oliva Arauna, Madrid, España.
- 2003: Desubicado. Galería Oliva Arauna, Madrid,España. Desubicado. Galerie Six Friedrich Lisa Ungar, Múnich, Alemania.
- 2002: Viajo para conocer mi geografía. Centro de Cultura “Sa Nostra”, Palma de Mallorca, Ibiza y Formentera, España.

Colectivas (selección)
- 2017:  Lección de Arte.  Museo Nacional Thyssen-Bornemisza, Madrid. España.
- 2015: Prophetia. La aparición de lo real. Fundació Joan Miró, Barcelona, España. No hablaremos de Picasso. Fundación María José Jove, Santiago de Compostela, España.
- 2014: A moveable Feast. Nuit Blanche Paris 2014, París, Francia. La guerra che verrà non è la prima. MART, Museo di Arte Moderna e Contemporanea di Trento e Rovereto, Trento Rovereto, Italia. Colonia apócrifa. MUSAC, Museo de Arte Contemporáneo de Castilla y León, León, España.
- 2012: Agenda Santiago. Museo de Arte Contemporáneo de Chile, Santiago de Chile, Chile. Delimitations. An exhibition of Works by Young Spanish artists. The Herzliya Museum of Contemporary Art, Tel Aviv, Israel.
- 2013: Hic et nunc, ibi et nunc. Fundació Tàpies Barcelona, España. Hirshhorn Museum, Washington, Estados Unidos. Moving image festival, New York, Estados Umidos.
- 2011:  Mappamundi. Museu Colecçao Berardo, Lisboa. Portugal.
- 2010:  El Ángel Exterminador. Bozar, Bruselas. Bélgica. España Contemporanea. Castel dell'Ovo, Nápoles. Italia.
- 2003: The Real Royal Tryp. P.S.1. MOMA, Nueva York. Estados Unidos.